# Forge de Brocas
L'ancienne forge de Brocas, dans le département français des Landes, témoignent d'une activité sidérurgique dans les Landes au cours du XIXe et du début du XXe siècle. L'ensemble composé du haut-fourneau, moulin à farine, atelier, grange, barrage, bief et installation hydraulique est inscrit aux monuments historiques par arrêté du 18 septembre 2006.
De l'ancienne forge de Brocas, subsiste de nos jours la masse imposante du haut-fourneau réhabilité, proche de l'étang. Cette activité a incontestablement valorisé différentes ressources de la lande et de la forêt : la « garluche », minerai de fer local, le bois transformé en charbon et le réseau hydraulique.

## Histoire
Le 19 avril 1825, l'entreprenant maître de forges Dominique Larreillet (1771-1857), déjà propriétaire foncier et exploitant des forges d'Ychoux et de Pissos, sollicite auprès du comte de Puységur, alors préfet des Landes, l'autorisation de construire à Brocas deux hauts fourneaux adossés, un four à réverbère pour affiner la fonte, un second four pour chauffer les lopins, les marteaux et cylindres nécessaires pour battre et laminer le fer et lui donner les formes qu'on demandera. Il propose d'établir son usine à 200 mètres du bourg, près du nouveau moulin à eau établi sur l'Estrigon, dont les eaux lui serviront de moteur. Une fois l'autorisation obtenue, il achète en 1828 le moulin neuf et les terres adjacentes à la famille Desacq. Il s'associe à ses deux fils, Camille (1796-1848) et Adolphe (1805-1843), pour construire et exploiter la nouvelle forge.
Un seul haut fourneau est finalement édifié, avec un atelier d'affinage et quelques logements ouvriers, et la première coulée a lieu le 12 juin 1833, comme cela est attesté sur une plaque en fonte que Dominique Larreillet fait installer dans sa maison. La production atteint un pic dans les années 1850. La pomme de pin devient la marque de fabrique de la forge Larreillet. On la retrouve sur de nombreux objets à usage domestique conservés au musée des Forges de Brocas. Les statistiques industrielles de 1851 montrent que les hauts fourneaux de Brocas emploient 82 hommes et 64 femmes, soit 166 personnes, et que les forges emploient 14 hommes et 7 femmes, soit 21 personnes. Le total d'emplois ainsi créés est de 187.
L'installation des Forges de l'Adour à Boucau et Tarnos en 1881 va créer une concurrence préjudiciable aux modestes forges des Landes, entraînant l'arrêt du haut fourneau de Brocas après une cinquantaine d'années d'activité. Les veuves des deux fils du fondateur procèdent le 6 juillet de cette même année au partage du « domaine des forges de Brocas », qui reste toutes ces années en indivision. Il se compose alors « d'une maison de maître et ses dépendances, un moulin à farine, à eau, un haut fourneau et ses accessoires, une ancienne forge à fer, une ancienne cantine, une ancienne tuilerie transformée en logement, un bâtiment appelé la caserne, une maison appelée de Cauderot, une ancienne maison de métayer et une autre maison de métayer de construction récente, les bâtiments d'exploitation, de pignadas, jardins, prairies, terres labourables et autres, d'une contenance totale de 157 ha ».
Lorsqu'ils apprennent qu'ils doivent abandonner la direction des forges de Brocas, à compter du 31 décembre 1881, les frères Tinarrage, également exploitant des forges Sainte-Hélène près de Mont-de-Marsan, demandent au préfet des Landes l'autorisation d'établir à leur compte une fonderie et un atelier de construction, ainsi qu'un magasin d'habitation sur un terrain leur appartenant à Brocas. Cette autorisation leur est accordée et en 1883, les Fonderies de deuxième fusion Tinarrage de Brocas s’établissent à 800 mètres des forges de Brocas, sur la route de Mont-de-Marsan. Il n'en subsiste de nos jours qu'un magasin.
Les forges de Brocas ferment définitivement leurs portes vers 1904, pour se fondre dans le capital des Fonderies et Émailleries de Brocas SA, à Villenave-d'Ornon, dans le département voisin de la Gironde.
De nos jours, le musée des forges de Brocas est installé depuis 1989 dans l'ancienne minoterie construite 60 ans plus tôt sur les ruines de la forge-émaillerie, en bordure de l'Estrigon, près du haut-fourneau. Il présente l'histoire de la métallurgie dans les Landes, les différentes techniques de production, quelques exemples de produits en fonte moulée issues des forges de Brocas, reconnaissables à leur marque de fabrique en forme de pomme de pin. Le musée diffuse également une vidéo sur les techniques de moulage.
En 2020, la forge fait partie des douze sites de la Nouvelle-Aquitaine retenus pour bénéficier de l'aide du Loto du patrimoine et à ce titre va recevoir 120 000 euros de la part de la Mission Patrimoine de Stéphane Bern.

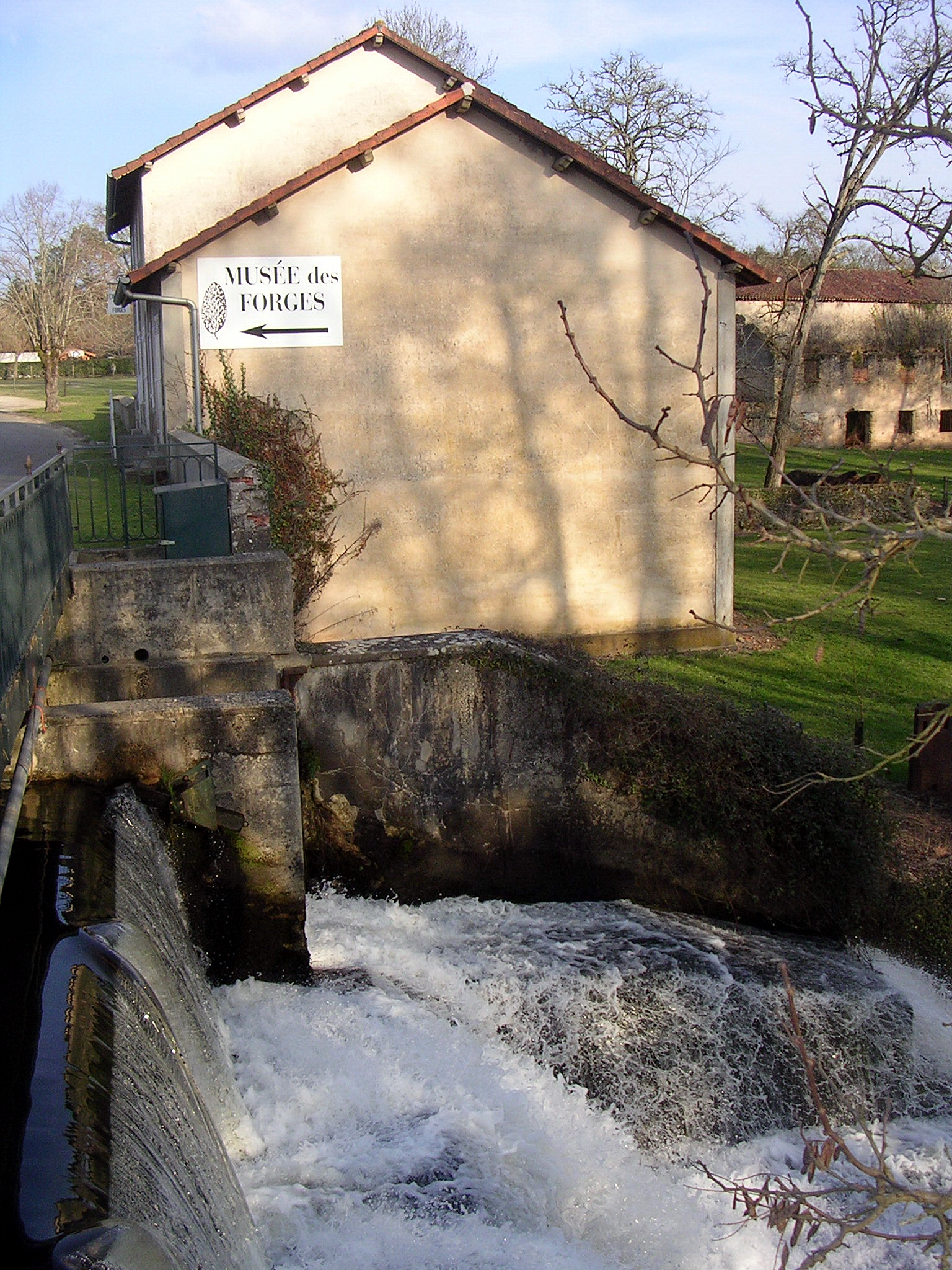
Musée dans l'ancienne minoterie sur l'Estrigon.
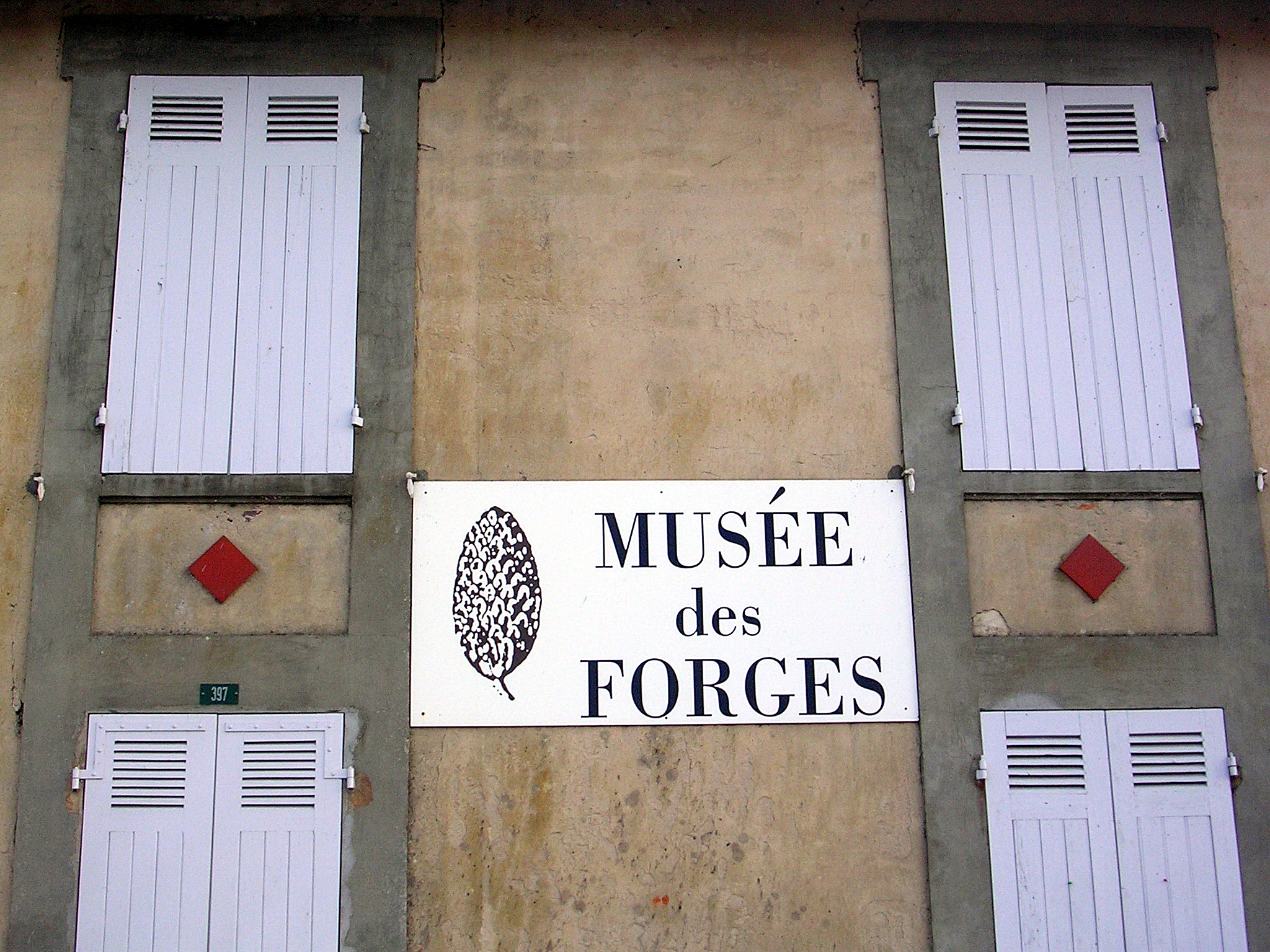
Façade du musée des forges.
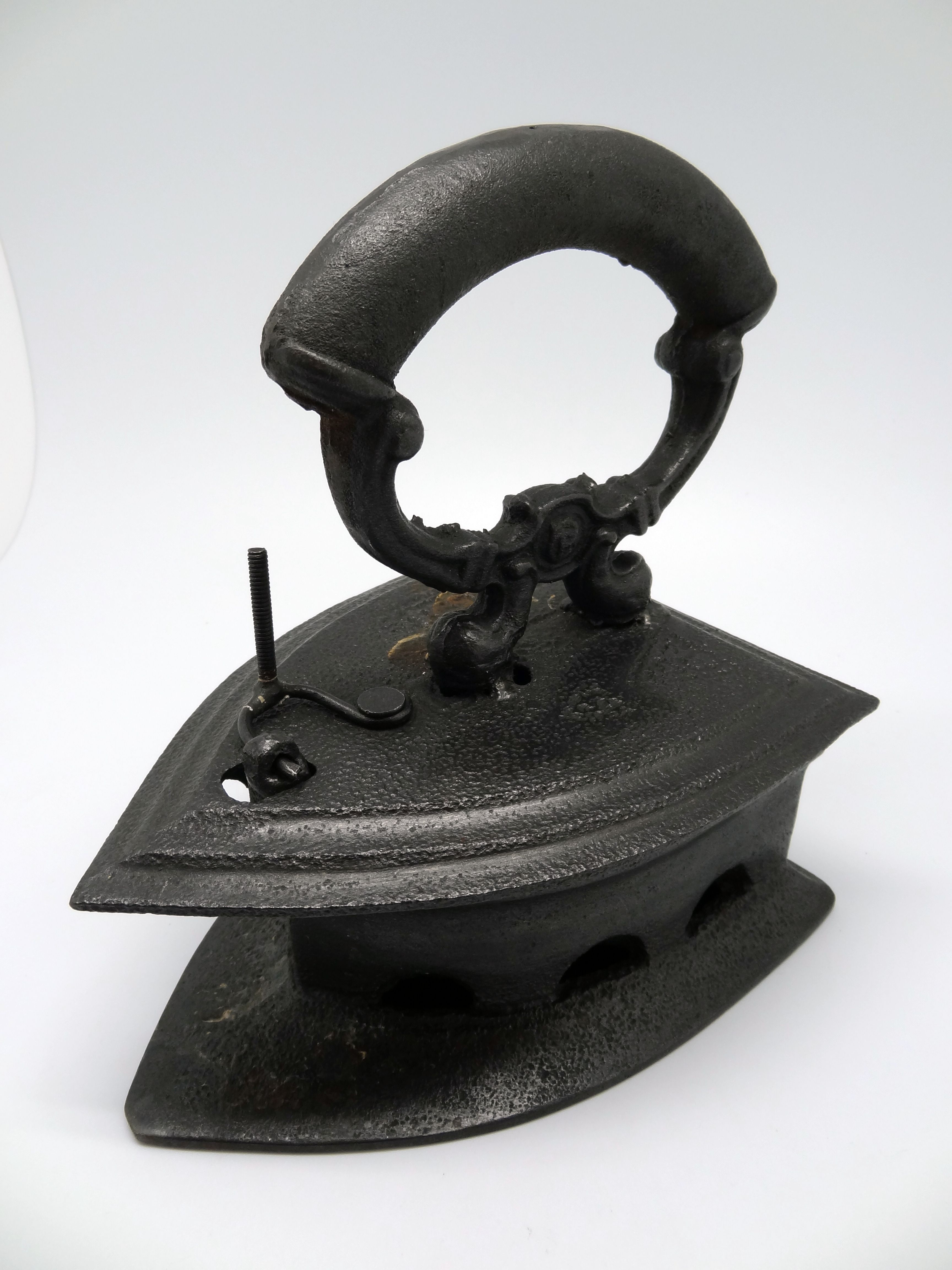
Fer à repasser produit aux forges de Brocas.